# 村上家住宅
村上家住宅（むらかみけじゅうたく）は、富山県南砺市上梨集落にある合掌造り家屋。国の重要文化財に指定されている。

## 概要
村上家住宅の位置する上梨集落は、県内最古の木造住宅である上梨白山宮を有するなど、五箇山内でも特に歴史ある中心的集落の一つであった。
村上家住宅の建築年代について、基本的には江戸時代中期ころの建築と考えられているが、地元には、戦国時代の1570年（元亀元年）に勃発した石山合戦の頃に建築されたとの伝承がある。石山合戦が行われた頃、ウシやノボリの材木を一人で持ち上げる怪力の男が村上家の建築を手伝っていたが、石山本願寺陥落の悲報が伝えられたことで落胆し、材木を持ち上げられなくなってしまったというものである。この伝承がそのまま史実とは考えにくいが、戦国時代の武家造りから書院造りに移行する過渡期の様式を示すなど、古風・古式の遺構が残る事は村上家住宅の大きな特徴である。
合掌造り民家が礎石立ての形式で成立するのはおおよそ17世紀ころと考えられているが、18世紀に入ると氷見郡大窪村の大工が五箇山民家の手がけるようになり、更に合掌造り民家の発展・大型化が進んだ。郷土史研究者の佐伯安一は、村上家住宅が間取りがシンプルながら木割りが大きく、一文字棚・長押などを備える点から、大窪大工が進出し始めた18世紀前半の建築と推定する。なお、佐伯はもと猪谷村の酒井家住宅で、現在は城端町桜ヶ池に移築された「合掌ゲストハウス かずら」も同時期の建築と推定している。
村上家住宅は元来山崎家の所有であったが、幕末に山崎家が北海道に移住した後、村上家が所有するようになったと伝えられる。村上家の屋号は「オモテ」であるが、これは「母屋」「本家」などを意味し、村上家は上梨集落の中心的存在と位置付けられていた。
村上家住宅は岩瀬家住宅などとともに、1958年（昭和33年）5月14日に重要文化財に指定された。1970年（昭和45年）に一度解体修理が行われたが、経年劣化の補修や耐震改修を目的として2021年（令和3年）にも改修工事が行われ、2022年（令和4年）に工事報告書が作成されている。

## 特徴
村上家住宅の主な特徴は以下の通り。
1. 書院造りの遺構といわれる家長寝室の「帳台構え」がある。
2. 加賀藩によって百姓家に禁止された「長押（なげし）」を取りはずした跡がある。
3. 中の出居に面して、初期書院造り床棚の「一文字棚」を設けてある。
4. 大家族の次男以下および使用人の寝室に「中二階」を充てている。
5. 加賀藩へ納めた火薬原料の「塩硝製造まや」が残っている。
6. 生活用具・生産道具・運搬具など、多くの民具を保存し展示する。

## 現地情報

### 所在地
〒939-1914富山県南砺市上梨742

### アクセス
- 最寄のインター：東海北陸自動車道五箇山インターチェンジ
- 最寄の空港：富山空港
- 最寄の駅：新高岡駅・城端駅
- 最寄のバス停：上梨（世界遺産バス　新高岡駅・城端駅経由）

### 公開時間・料金
- 9:00-16:00
- 入場料：高校生以上300円（団体の場合350円）、小・中学生200円（団体の場合150円）、幼児・障害者無料

## 近隣情報
- 上梨白山宮
- こきりこ館
- 三笑楽酒造株式会社
- 円浄寺

いずれも同じ上梨集落内にあり、徒歩数分で行き来できる。